# Principios cooperativos

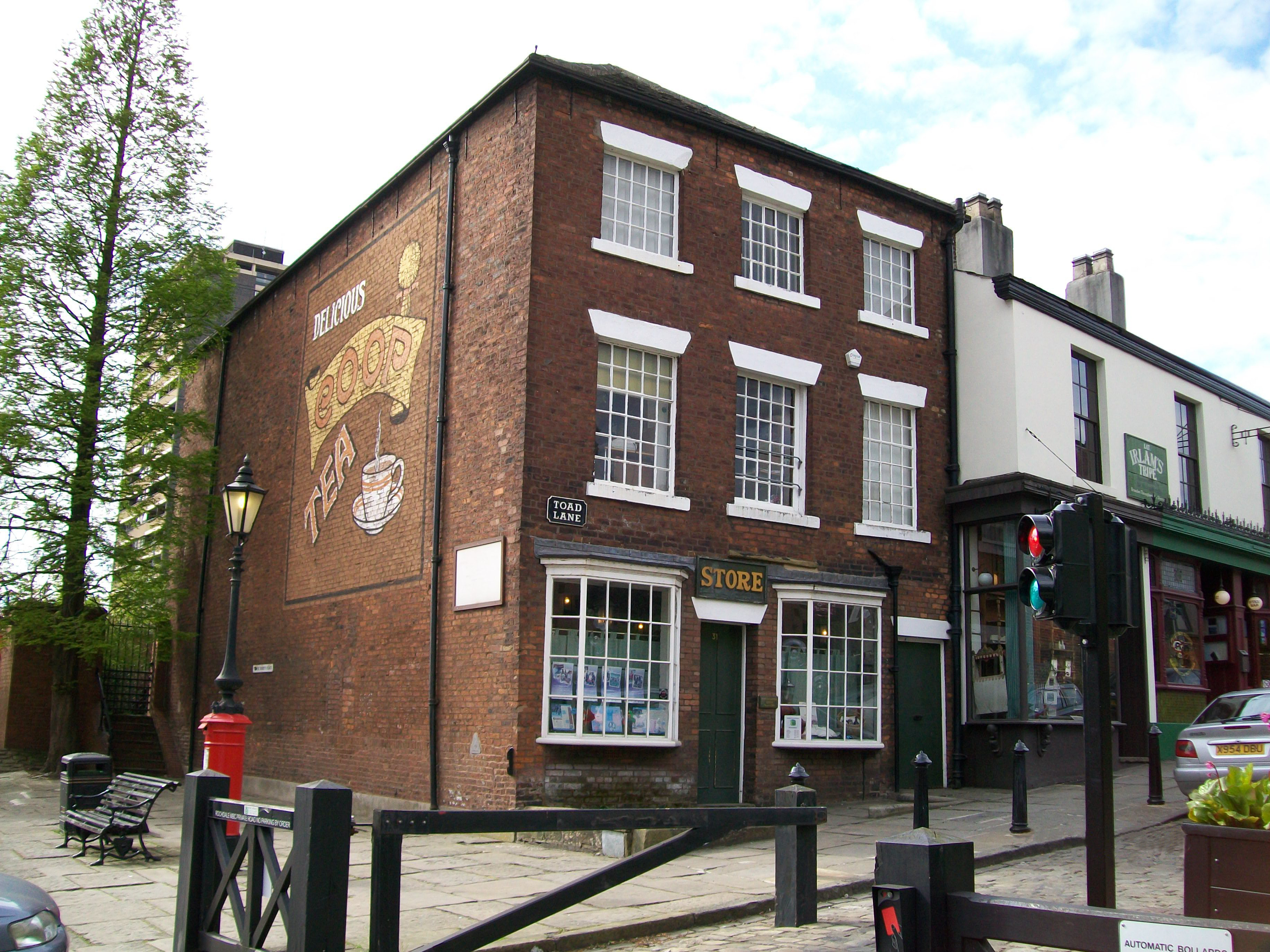
Museo Toad Lane desde el exterior. Primeras instalaciones de la exitosa cooperativa minorista "The Rochdale Pioneers", Rochdale Inglaterra.

Los principios cooperativos son una serie de lineamientos generales por los que se rigen las cooperativas y constituyen la base filosófica del movimiento cooperativo. Derivados de las normas que se pusieron a sí mismos los llamados Pioneros de Rochdale, actualmente la organización que mantiene estos principios es la Alianza Cooperativa Internacional (ACI).

## Principios cooperativos de losPioneros de Rochdale
- Libre adhesión y libre retiro.
- Control democrático por los asociados.
- Participación económica de los asociados.
- Autonomía e independencia
- Educación, capacitación e información.
- Cooperación entre cooperativas.
- Interés por la comunidad.

Significa unir las ideas propias, o la fuerza de trabajo, o la capacidad intelectual a las de otros, apoyarlo y compartir el propósito perseguido a la idea vertida.

## Principios cooperativos de la ACI de 1966[1]

### Adhesión voluntaria y abierta
El comienzo de la sencilla oración que explica este principio destaca que: "Las cooperativas son organizaciones voluntarias". Reafirma la importancia fundamental de que la gente elija voluntariamente asumir un compromiso con sus cooperativas. No se puede forzar a las personas a hacerse cooperativistas. Se les debe dar la oportunidad de estudiar y comprender los valores por los que las cooperativas existen; se les debe permitir participar libremente.

No obstante, a veces y en numerosos países del mundo, las presiones económicas o las reglamentaciones gubernamentales han tendido a presionar a la gente para que ingresen como asociados en algunas cooperativas. En estos casos, las cooperativas tienen la especial responsabilidad de asegurar que todos los asociados estén plenamente comprometidos de manera que lleguen a apoyar a sus cooperativas en forma voluntaria.

La misma oración continúa refiriéndose a la manera en que la cooperativa admite asociados. Afirma que las cooperativas están "abiertas a todas las personas capaces de utilizar sus servicios y dispuestas a aceptar las responsabilidades de asociarse, sin discriminaciones raciales, políticas, religiosas, sociales y de género". Esta declaración reafirma un compromiso general básico de las cooperativas desde su aparición en el siglo XIX: un compromiso de reconocer la dignidad fundamental de todos los individuos y, por supuesto, de todos los pueblos.

La frase "abiertas a todas las personas capaces de utilizar sus servicios..."reconoce que las cooperativas están organizadas para propósitos específicos; en muchos casos, sólo pueden servir efectivamente a un determinado tipo de asociados o a un número limitado de ellos. Por ejemplo, las cooperativas pesqueras sirven efectivamente a los pescadores, las cooperativas de vivienda sólo pueden albergar a un número determinado de asociados; las cooperativas de trabajo sólo pueden emplear a un número limitado de asociados. En otras palabras, puede haber razones entendibles y aceptables por las que una cooperativa puede imponer un límite al número de sus asociados.

La frase "dispuestos a aceptar las responsabilidades de asociarse" recuerda a los asociados que tienen obligaciones para con sus cooperativas. Estas obligaciones varían algo de una cooperativa a otra, pero incluyen el ejercicio del derecho de voto, la participación en las asambleas, la utilización de los servicios de la cooperativa y el aporte de capital cuando este sea necesario. Se trata de un conjunto de obligaciones que exigen que se les dedique especial consideración pero que podrían redundar en importantes beneficios tanto para los asociados como para la cooperativa.

Las cooperativas deberían hacer todo lo posible para asegurar que no existan barreras por motivos de género para el ingreso de asociados. Además, las cooperativas deberían asegurar que en sus programas de educación y desarrollo de dirigentes, hasta donde sea posible, intervengan igual número de mujeres y de hombres y que también se promueva la participación de todos los grupos población y minorías existentes.

El principio referido a los asociados prohíbe asimismo la discriminación basada en características "sociales". El término "social" se refiere, ante todo, a la discriminación basada en clases. Desde sus primeros años, el movimiento cooperativo se ha esforzado por reunir a gente de clases diferentes; claro está que esto lo distingue de otras ideologías del siglo XIX.

El término "social" también se refiere a cultura, en donde se podría incluir lo étnico y, en algunos casos, la identidad nacional. Este es un concepto difícil, sin embargo, debido a que algunas cooperativas están específicamente organizadas entre grupos culturales, que muy a menudo son minoritarios. Estas cooperativas tienen pleno derecho de existir en tanto y en cuanto no impidan la organización de cooperativas similares entre otros grupos culturales; siempre que no exploten a los no asociados de sus comunidades y mientras acepten sus responsabilidades de favorecer el desarrollo del movimiento cooperativo en sus áreas.
El principio también incluye una referencia a la raza. En varios de los proyectos de documento que circularon antes del Congreso se había omitido la referencia a la raza. Se había omitido en la creencia de que incluso la idea de raza no debía ser aceptada como un modo apropiado para categorizar a los seres humanos. Raza puede implicar diferencias biológicas, un criterio que en los últimos cincuenta años ha creado divisiones en la familia humana que han resultado en intolerancia, guerras y genocidios.

Los debates con cooperativistas del mundo entero han sugerido, sin embargo, que no incluir una referencia a la raza podría llevar a conclusiones erróneas. Por ejemplo, algunas personas que no están familiarizadas con la posición filosófica del movimiento cooperativo, podrían llegar a la conclusión de que es aceptable excluir a gente por motivos raciales. Por esta razón, se lo incluyó en el principio aceptado por el Congreso referido a los asociados de modo que no pueda haber duda respecto de la posición del movimiento sobre este tema. Quizá cuando se haga la próxima revisión de los principios, esta referencia pueda ser suprimida.

Las cooperativas también deberían estar abiertas a todas las personas, independientemente de su afiliación política. Desde sus comienzos, el movimiento cooperativo ha alentado a las personas de diferentes corrientes e ideologías políticas a trabajar juntos. En este sentido, ha intentado trascender a las ideologías tradicionales que han creado tantas tensiones, desasosiego y guerras a finales del siglo XIX y en el siglo XX. Esta capacidad para reunir personas diversas en pos de objetivos comunes es una de las grandes promesas que el movimiento ofrece al siglo XXI.

Casi todas las cooperativas admiten asociados independientemente de sus creencias religiosas. Existen algunas, en su mayoría cooperativas financieras, que son organizadas por iglesias y comunidades religiosas. Estas organizaciones no invalidan el principio, siempre y cuando no impidan la organización de cooperativas similares entre otros grupos religiosos; mientras no exploten a los no asociados en sus comunidades; en tanto cooperen con otras cooperativas en todas las maneras posibles y siempre que acepten sus responsabilidades de promover el desarrollo general del movimiento cooperativo en sus áreas de influencia.

El principio de los "asociados" tiene estrechas relaciones con el principio de la educación y el principio democrático. Los asociados sólo pueden desempeñar el papel que les cabe si están informados y si existen comunicaciones efectivas entre ellos, los dirigentes electos, los funcionarios y, cuando sea aplicable, los empleados.

Además, los asociados sólo pueden sentirse comprometidos si se los consulta y si confían en que serán escuchados. En este sentido, si bien existe la necesidad de que los dirigentes y personal sean competentes, deben asimismo estar en condiciones de comprender plenamente a sus asociados, independientemente de sus creencias religiosas y políticas, preferencias de género y sexuales, antecedentes culturales y sociales.

El principio de "los asociados" es sin discusión el más poderoso de los principios, pero a menudo el más subestimado. En esencia, significa que debería haber una relación especial entre las cooperativas y las personas a las que básicamente sirven. Esta relación debería definir los negocios que maneja la cooperativa, afectar la forma en que lleva a cabo sus operaciones y determinar sus planes para el futuro. Además, el reconocimiento de los asociados como centro de la actividad de la cooperativa, debe significar que éstas estarán comprometidas con un nivel particularmente alto de servicio a los asociados, principal razón de su existencia.

- Control democrático
- Devolución limitada a la equidad
- Los superávits pertenecen a los miembros
- Educación para los miembros y el público en los principios cooperativos
- Cooperación entre cooperativas

## Principios cooperativos de la ACI de 1995
- Adhesión voluntaria y abierta
- Gestión democrática por parte de los asociados
- Participación económica de los asociados
- Autonomía e independencia
- Educación, formación e información
- Cooperación entre cooperativas
- Preocupación por la comunidad